# Трендафилка Хамалска
Трендафилка (Филка) Георгиева Хамалска е българска учителка и хореографка.

## Биография
Родена е на 3 септември 1934 г. в Пазарджик. Завършва прогимназия „Стефан Захариев“ и Девическата гимназия „Константин Величков“ в родния си град. В периода 1950 – 1953 г. продължава образованието си в Спортен техникум „Васил Левски“ – Пловдив. През 1953 г. е назначена е за учител по физическо възпитание в Единно средно смесено училище „В. Червенков" – Пазарджик. Работи като учител в продължение на 37 години. Създател и главен художествен ръководител е на танцов състав „Албена“ (1972). Автор и главен ръководител на масови гимнастически композиции за манифестации и празници на града. През 1953 г. се изявява като хореограф на балет „Пепеляшка“. Хореографка е на постановките „Снежанка и седемте джуджета“, „Тайната на магьосника Ох“, „Царкиня Бисер“. Повишава квалификацията си като завършва Школа за художествени ръководители в Пловдив и два национални курса в София през 1971 г.
Носителка е на орден „Кирил и Методий“ II и I степен, на 4 златни медала и 4 лауреатски звания от IV, V, VI и VII републикански фестивали, две награди „Златна лира“ на Съюза на музикалните и танцови дейци – София, орден „Неофит Рилски“ (1997), три отличия „Почетен знак на град Пазарджик" и други.